# Festuca niphobia
Festuca niphobia là một loài thực vật có hoa trong họ Hòa thảo. Loài này được (St.-Yves) Kerguélen mô tả khoa học đầu tiên năm 1976.